# هانس بالدونگ
هانس بالدونگ گرین (آلمانی: Hans Baldung Grien؛ حدود ۱۴۸۴ – سپتامبر ۱۵۴۵) نقاش و گراورساز اهل آلمان بود. او بااستعدادترین شاگرد آلبرشت دورر بود و در بیشتر شاخه‌های نقاشی چیره‌دست بود. سبک شخصی متمایز بالدونگ آکنده از خیال‌پردازی‌های رنگین بود.

## نگارخانه

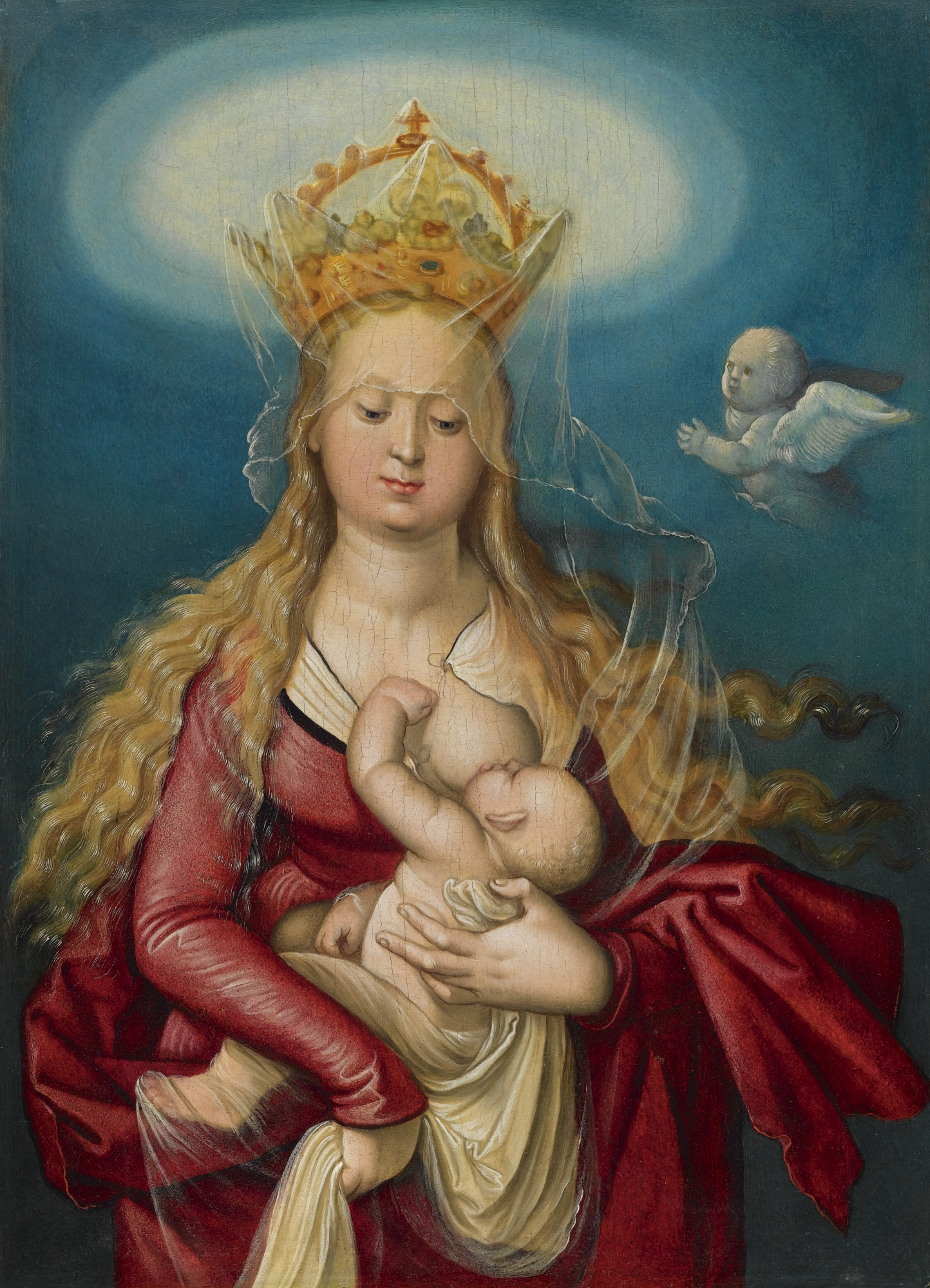
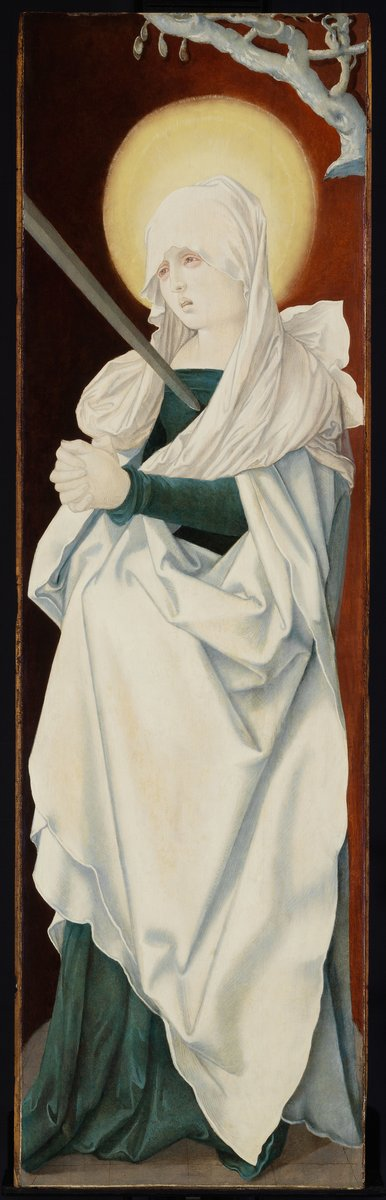
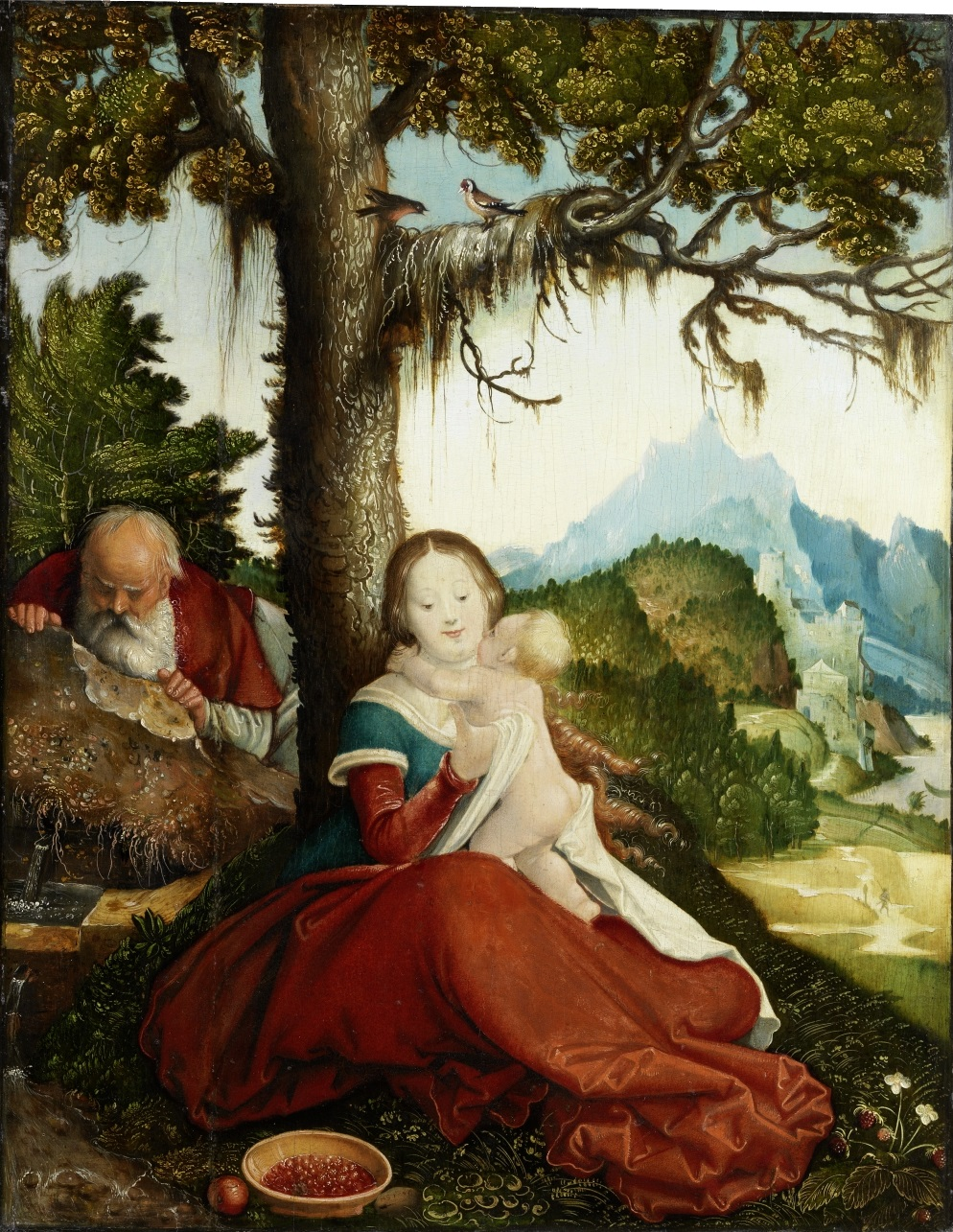
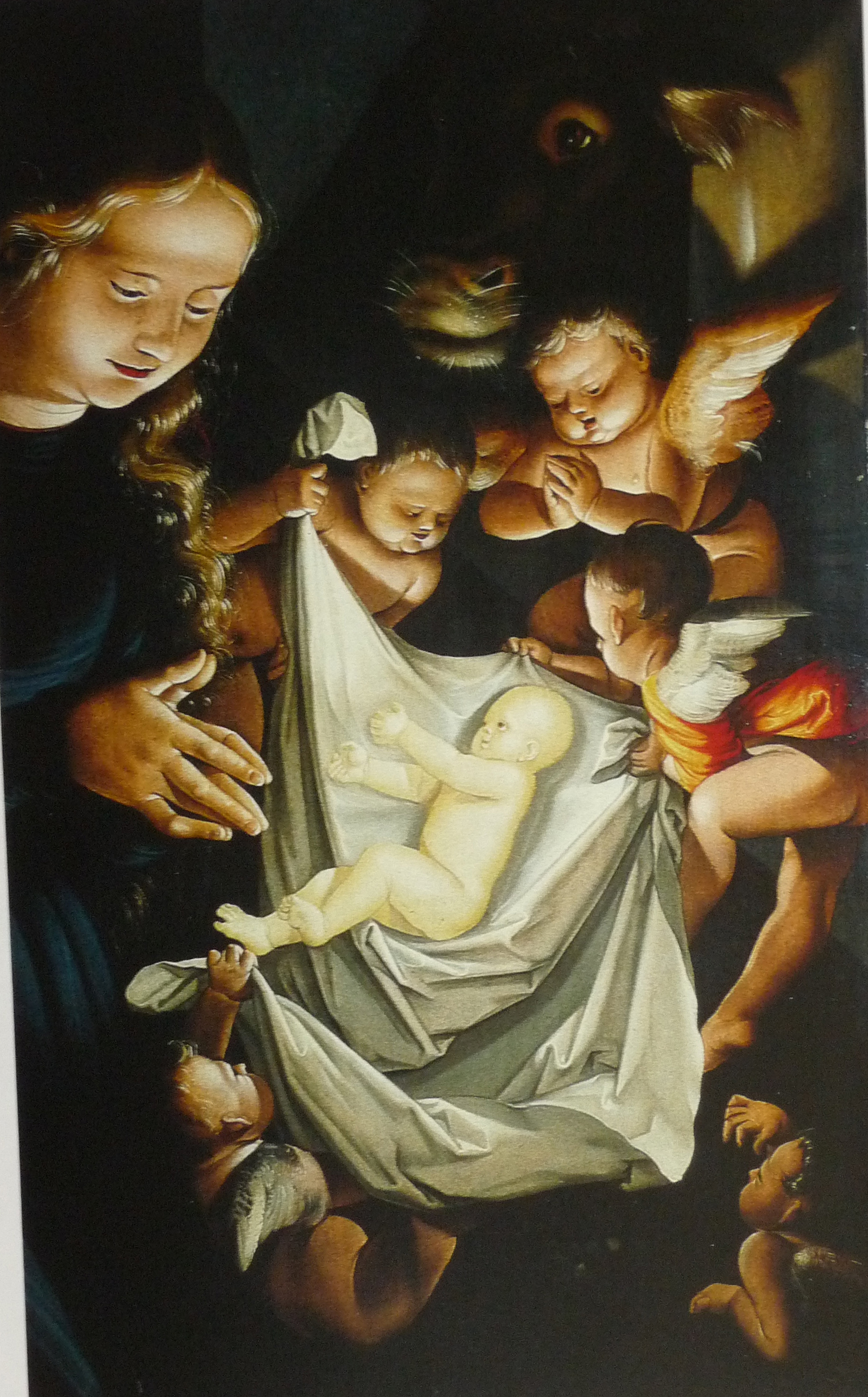
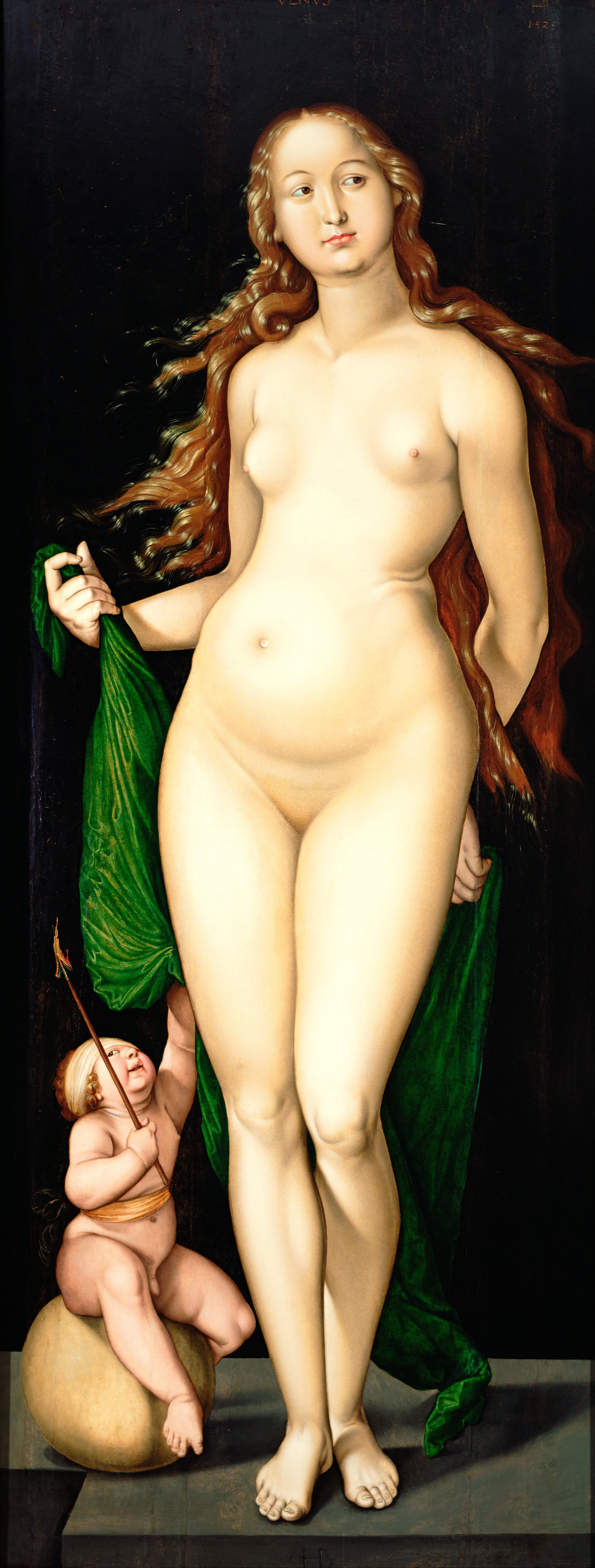
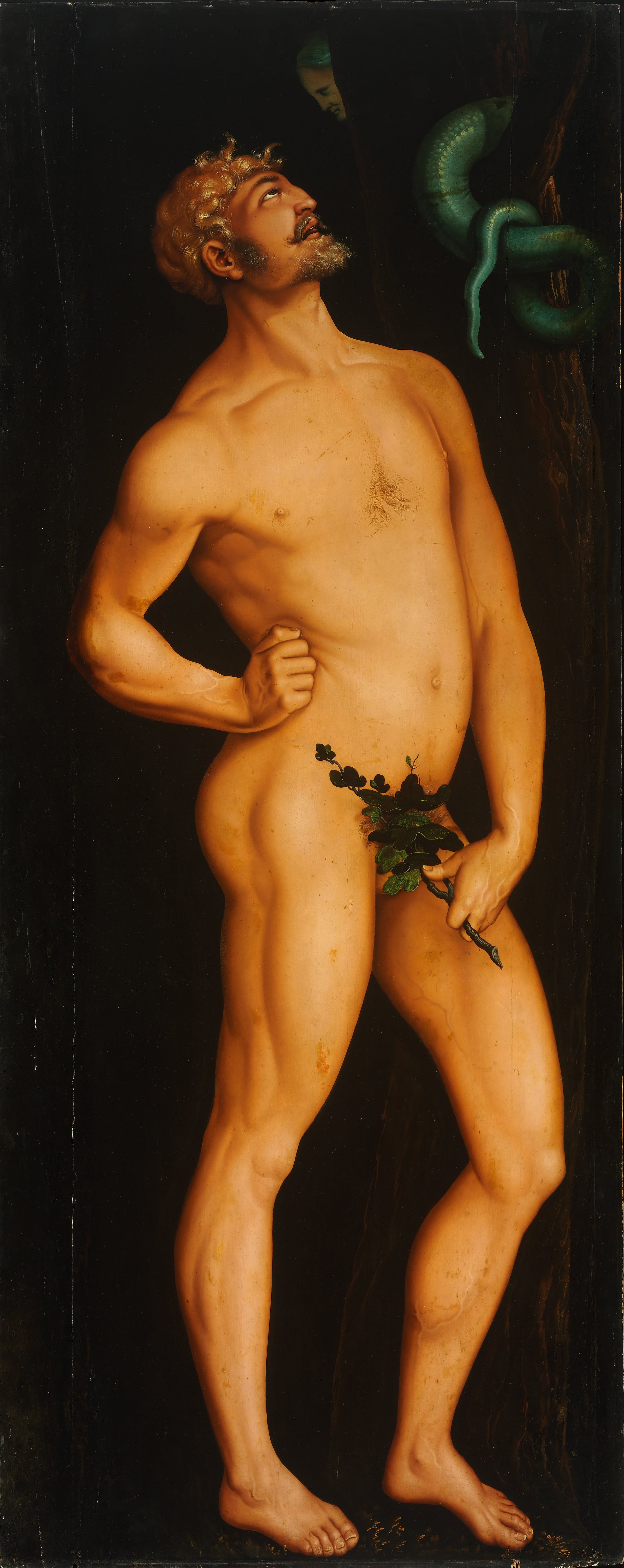
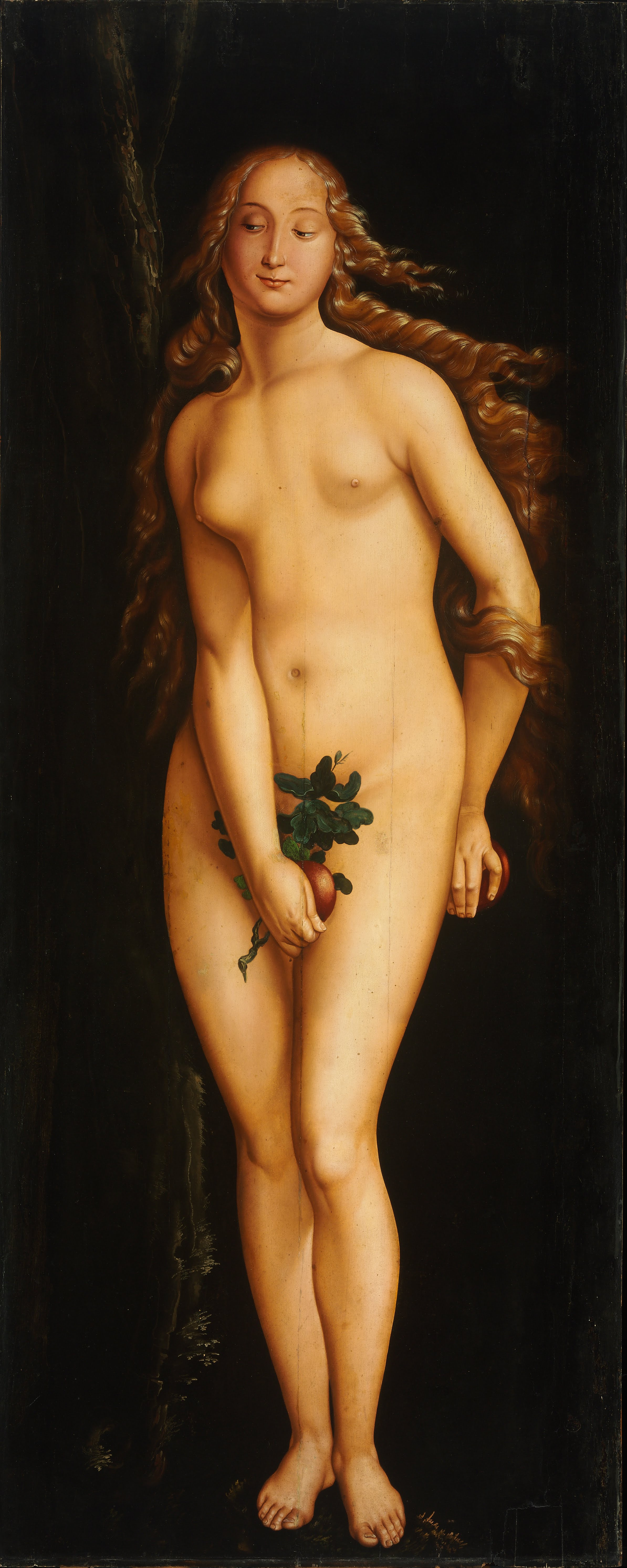
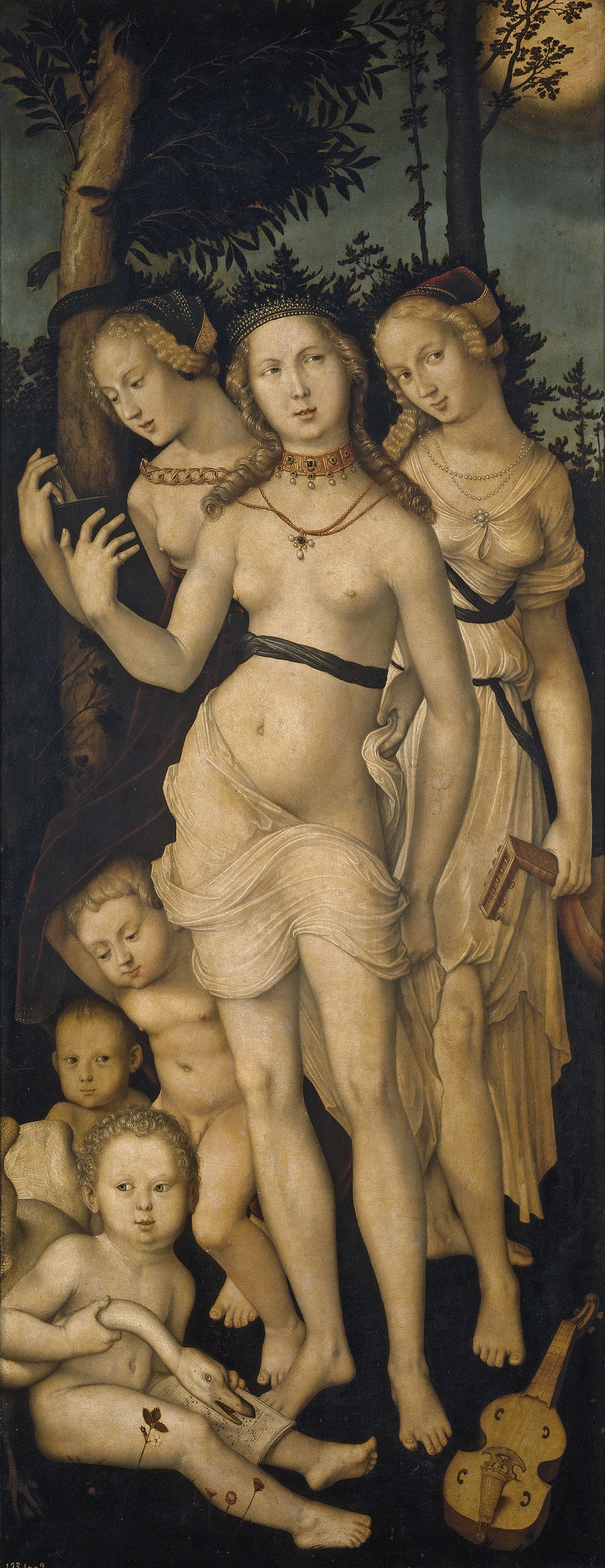
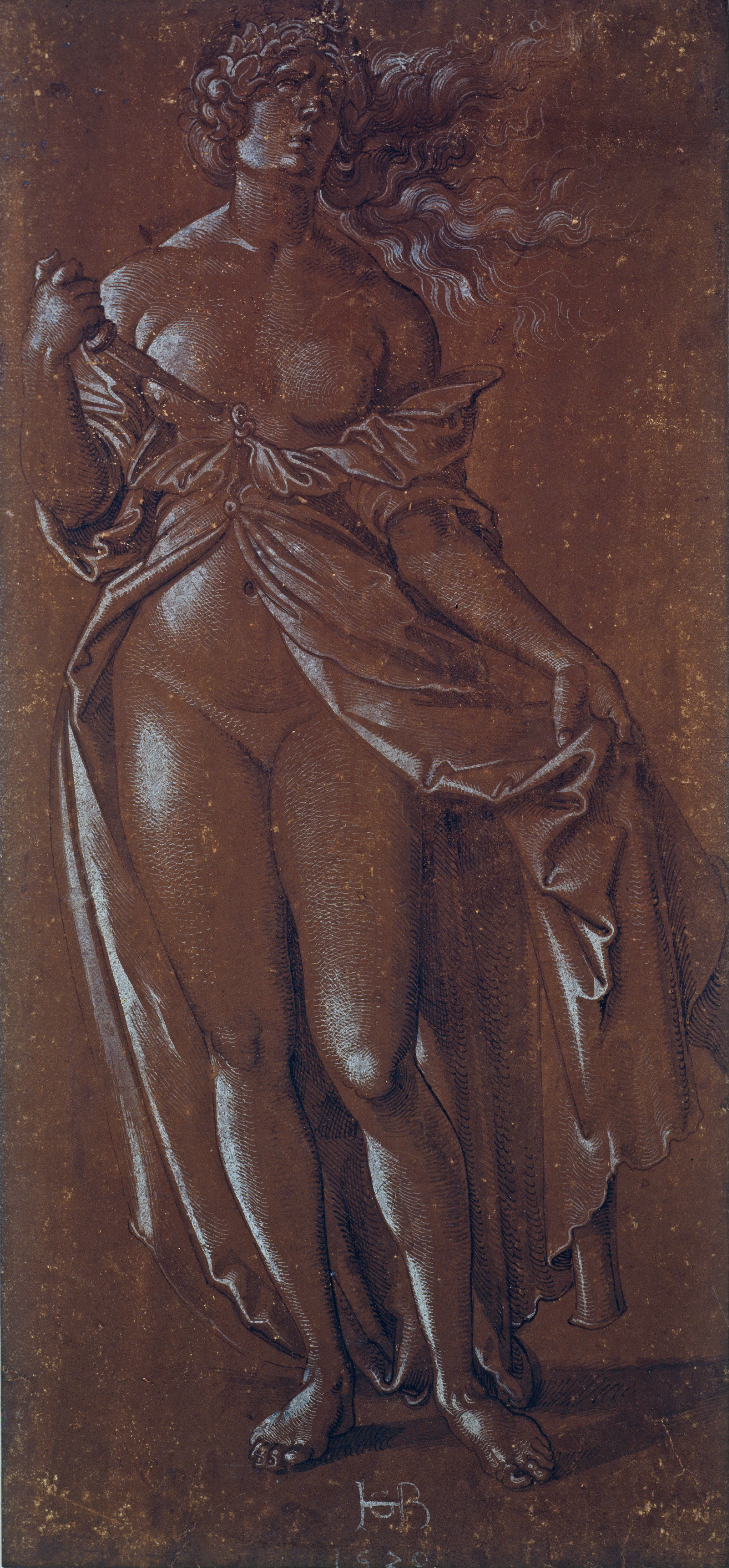
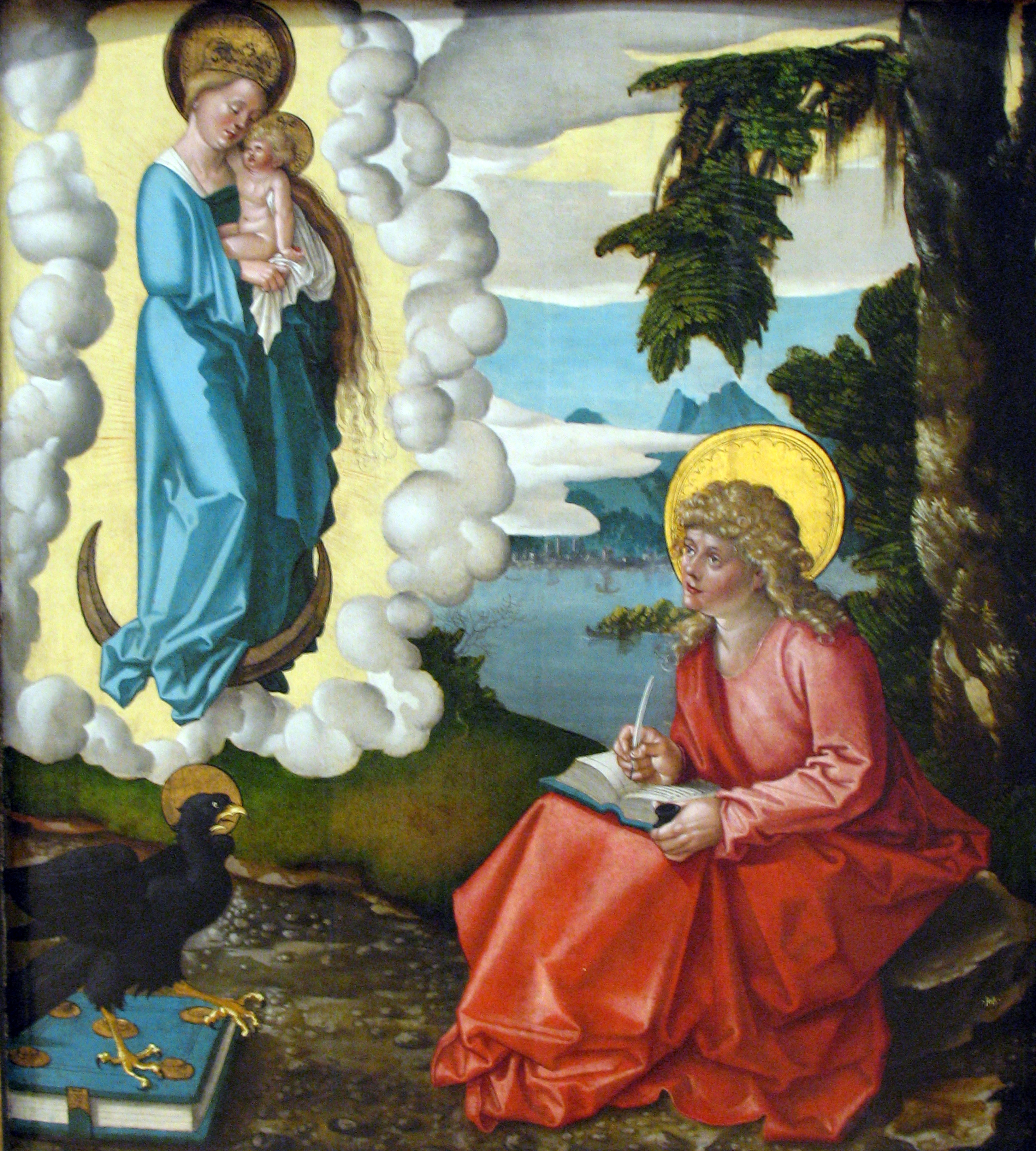
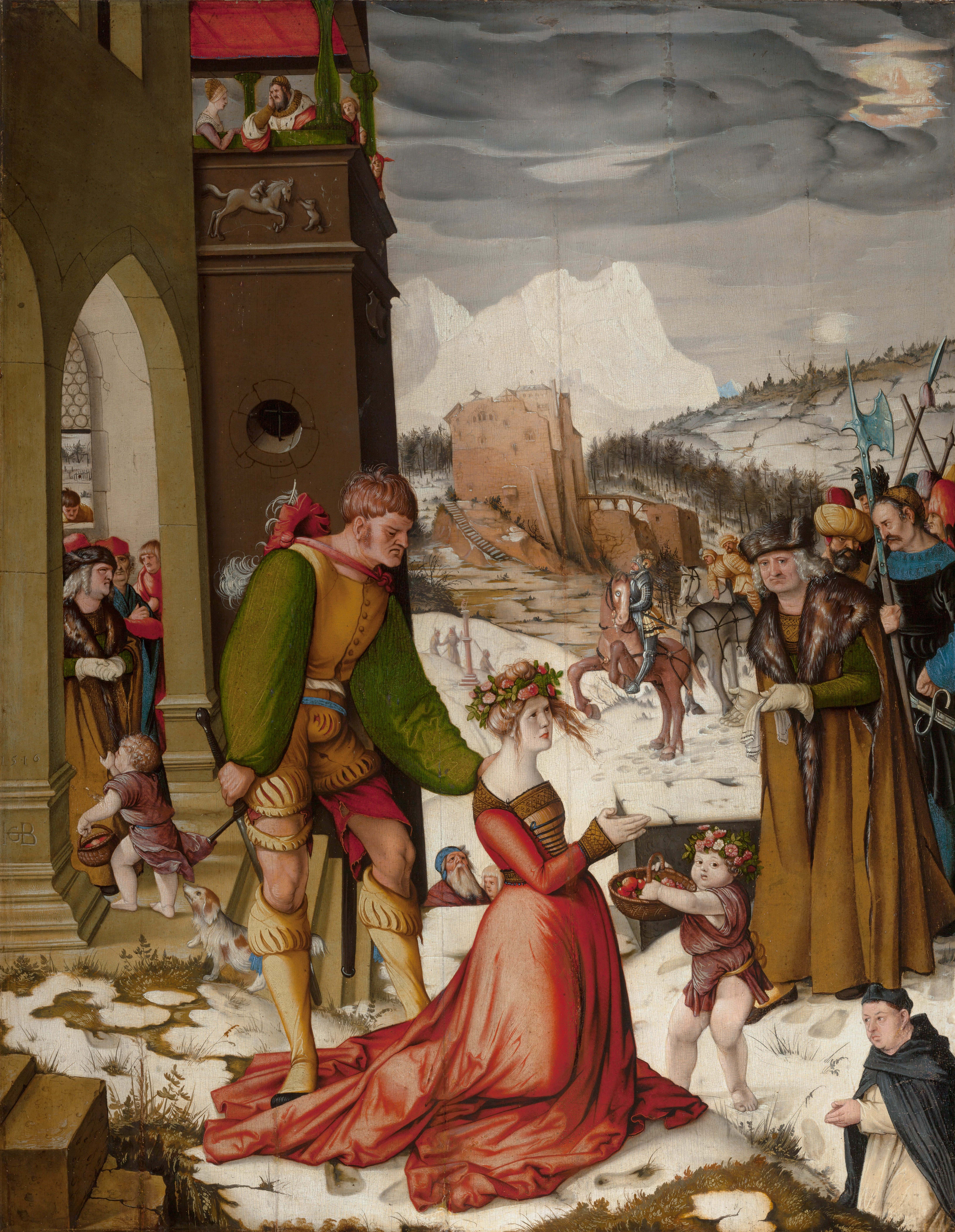